# IC 232
IC 232 est une galaxie elliptique située dans la constellation de la Baleine. Sa vitesse par rapport au fond diffus cosmologique est de (6101 ± 17) km/s, ce qui correspond à une distance de Hubble de 89,9 ± 6,3 Mpc (∼293 millions d'al). Elle a été découverte par l'astronome américain Lewis Swift en 1887.
À ce jour, deux mesures non basées sur le décalage vers le rouge (redshift) donnent une distance de 87,500 ± 1,697 Mpc (∼285 millions d'al), ce qui est à l'intérieur des valeurs de la distance de Hubble.

## Groupe de NGC 1016
La galaxie IC 232 fait partie du groupe de NGC 1016. En plus de IC 232 et de NGC 1016, ce groupe de galaxies compte au moins 8 autres galaxies : NGC 1004, NGC 1085, IC 241, IC 1843, UGC 2018, UGC 2019, UGC 2024 et UGC 2051. Dans l'article de Mahtessian, ces quatre dernières galaxies sont dénotées 0230+0003 (pour CGCG 0230.1+0003), 0230+0024 (pour CGCG 0230.1+0024), 0230+0012 (pour CGCG 0230.4+0012) et 0231+0108 (pour CGCG 0231.5+0128).